# Blohm & Voss BV 142
Il Blohm & Voss BV 142 era un quadrimotore a lungo raggio con configurazione alare ad ala di gabbiano rovesciate"(o a "W") ed impennaggio bideriva prodotto in piccola serie dall'azienda tedesca Blohm & Voss GmbH negli anni quaranta.
Derivato dal Blohm und Voss Ha 139 venne inizialmente impiegato come aereo postale transatlantico dalla Deutsche Luft Hansa (DLH) e successivamente ad uso militare dalla Luftwaffe.

## Storia del progetto
Il progetto del BV 142 derivava direttamente dalle esperienze acquisite dal suo predecessore, l'idrovolante Ha 139, nelle trasvolate atlantiche commerciali. Il nuovo modello si distingueva principalmente per aver abbandonato i grandi galleggianti a scarponi della versione idro in favore di un tradizionale carrello d'atterraggio.
Del BV 142 furono realizzati quattro prototipi, che assunsero le consuete denominazioni di V1 (D-AHFB "Pollux", W.Nr. 218), V2 (D-ABUV "Kastor", W.Nr. 219), V3, e V4, tutti testati dalla DLH come aereo postale transatlantico. Con l'inizio della seconda guerra mondiale, la produzione venne interrotta in favore della necessità di costruire velivoli a fini militari e mai più ripresa.

## Tecnica
La grande ala era strutturata in tre parti con la centrale realizzata attorno ad un asse portante costituito da un tubo di grande diametro, una configurazione tipica dei progetti Blohm & Voss. Il tubo longitudinale, dotato di paratie interne che lo dividevano i cinque parti, fungeva anche da serbatoio del carburante. La parte centrale dell'ala era realizzata interamente in metallo mentre le due parti esterne avevano la superficie in tessuto. Nella sua struttura erano inoltre integrati sei flap azionati da attuatori idraulici. La fusoliera, di costruzione interamente metallica, presentava una sezione pressoché circolare. Un circuito idraulico rendeva sia il carrello d'atterraggio principale, dotato di ruote binate, che il ruotino di coda, completamente retrattili. la propulsione era affidata a 4 radiali BMW 132 H1 da 880 CV (655 kW) ciascuno abbinati ad eliche tripala a passo variabile.

## Impiego operativo
Poco dopo l'inizio della seconda guerra mondiale la Luftwaffe propose di convertire tutti e quattro i prototipi in ricognitori marittimi a lungo raggio. Il primo ad essere sottoposto a modifiche fu il BV 142 V2. Esso fu dotato di un nuovo muso allungato caratterizzato da un'ampia vetratura, simile a quello dell'Heinkel He 111 H-6, di armamento difensivo affidato a 5 mitragliatrici MG 15 da 7.92 mm installate nel muso, nelle postazioni laterali della fusoliera, in una torretta dorsale e nella parte finale della coda, di un compartimento per le bombe ricavato nella fusoliera e dotato infine di apparecchiature radio per la comunicazione e la navigazione. Al termine dei lavori gli venne assegnata la nuova denominazione di BV 142 V2/U1 e reimmatricolato PC+BC, quindi venne iniziato il ricondizionamento anche del V1.
Entrambi sono stati utilizzati dalla fine del 1940 ed assegnati al II Gruppe con compiti di ricognizione. Successivamente il V1 fu assegnato al personale delle operazioni della Luftflotte III in Francia. Tuttavia il loro rendimento risultò al disotto delle esigenze e vennero ritirati dal servizio nel 1942
Dopo il ritiro dalle operazioni del V1 e V2 se ne ipotizzò un nuovo utilizzo come aerosilurante, dotandolo dei nuovi siluri teleguidati GT 1200C ma il progetto venne anch'esso abbandonato.
I due V3 e V4 vennero utilizzati nelle campagne di occupazione della Danimarca e della Norvegia con il reparto speciale KGr.z.b.V. 105, trasportando 30 soldati completamente equipaggiati per oltre 4 000 chilometri. Alla fine di queste operazioni se ne sono perse le tracce.

## Utilizzatori

### Civili
Germania
- Deutsche Luft Hansa (DLH)

### Militari
Germania
- Luftwaffe